# Dominante (música)
En música, en el sistema tonal  artificial, se llama dominante al quinto grado de una escala musical. 
Puede ser la quinta nota de la escala, o bien al acorde que se forma sobre dicha nota o a la función tonal y la sonoridad correspondientes (siendo más frecuente esto último). Por ejemplo, en la escala o tonalidad de do mayor que corresponde a las teclas blancas del teclado moderno, comenzando desde do, el grado dominante corresponde a la nota sol y al acorde de sol mayor.
En la armonía triádica (aquella que forma los acordes por intervalos de tercera desde cada grado de la escala) el acorde tríada (de tres notas) que cumple la función de dominante, en el ejemplo de sol mayor, se compone de las notas sol, si y re, que corresponden a la fundamental, tercera y quinta del acorde en cuestión.

## Consideraciones
El concepto de dominante se entiende dentro de la armonía funcional, y en la mayoría de las ocasiones, se refiere a la propia función dominante (tensión o inestabilidad) que por oposición a la función tónica (reposo) se genera por la existencia de la sensible en dicho acorde, y por su salto de quinta descendente que se produce al progresar al I grado.
En otros casos, también pueden tener función de dominante, los acordes de quinta disminuida y de quinta aumentada, así como cualquier acorde mayor con séptima menor (acorde de séptima de dominante).
También es considerado acorde dominante (denominado sensible) el séptimo grado diatónico de la escala mayor, al tener la misma funcionalidad armónica que el quinto grado, así como cualquier acorde que posea el tritono cuya resolución sea un acorde de primer grado de la escala diatónica. 
Para el análisis, el acorde de dominante se simboliza con el número romano V, o bien la letra D (Dominante), derivado de su posición natural dentro del escala diatónica. Para referirse a un quinto grado menor (sin función de dominante) suele utilizarse la nomenclatura v o Vm.
Por extensión el Dominante Sustituto, derivado de los acordes de sexta aumentada, se considera con la misma terminología que su homónimo, pero su resolución cromática escapa al tradicional salto de quinta descendente.